# Kitoj
A Kitoj (oroszul: Китой) folyó Oroszország ázsiai részén, az Irkutszki területen és Burjátföldön. Az Angara bal oldali mellékfolyója.
Neve felteheően a ket (ketek) népnévből származik.

## Földrajz
Hossza: 316 km (322 km), vízgyűjtő területe: 9190 km², évi közepes vízhozama a torkolatnál 118 m³/s.
Két forráság: a Szamarta és az Ulzita egyesülésével keletkezik, melyek a Keleti-Szaján Nuku-Daban (Nuhu-Daban) nevű hegységében erednek, Burjátföldön. Vízgyűjtőjének legnagyobb része hegyvidék, a folyó a Keleti-Szaján magas hegységei között kanyarog. Alsó folyásán megszelídül, széles és mocsaras völgyben haladva éri el főfolyóját, az Angarát. 
Három nagy kanyon-szerű szakasza van. Mélyen bevágódott kanyonjai, veszélyes szakaszai miatt a Keleti-Szaján legkedveltebb folyója a sportkajakozók körében. Néhány mellékfolyója is (Ehe-gol, Biljuti) bővelkedik festői vízesésekben, zuhatagokban.
Október második felében vagy novemberben befagy, április végéig vagy május elejéig borítja jég. Elsősorban esővízből, továbbá földalatti vizekből és csak kis mértékben hóolvadékból táplálkozik. Tavaszi áradása néhány nap alatt levonul, jelentősebbek és magasabbak a nyári esőktől keletkező árvizei.
Az éves vízmennyiség kb. 87%-a a tavaszi-nyári időszakban folyik le. A folyót sokáig faúsztatásra használták, a fafeldogozó üzemeket látták el az erdőirtásokon kitermelt fával. Medrében azóta sok helyen farönkök találhatók.
A folyó mentén – a torkolat közelében – a legnagyobb település az Irkutszki terület jelentős ipari városa, Angarszk. 